# Paul Wengert

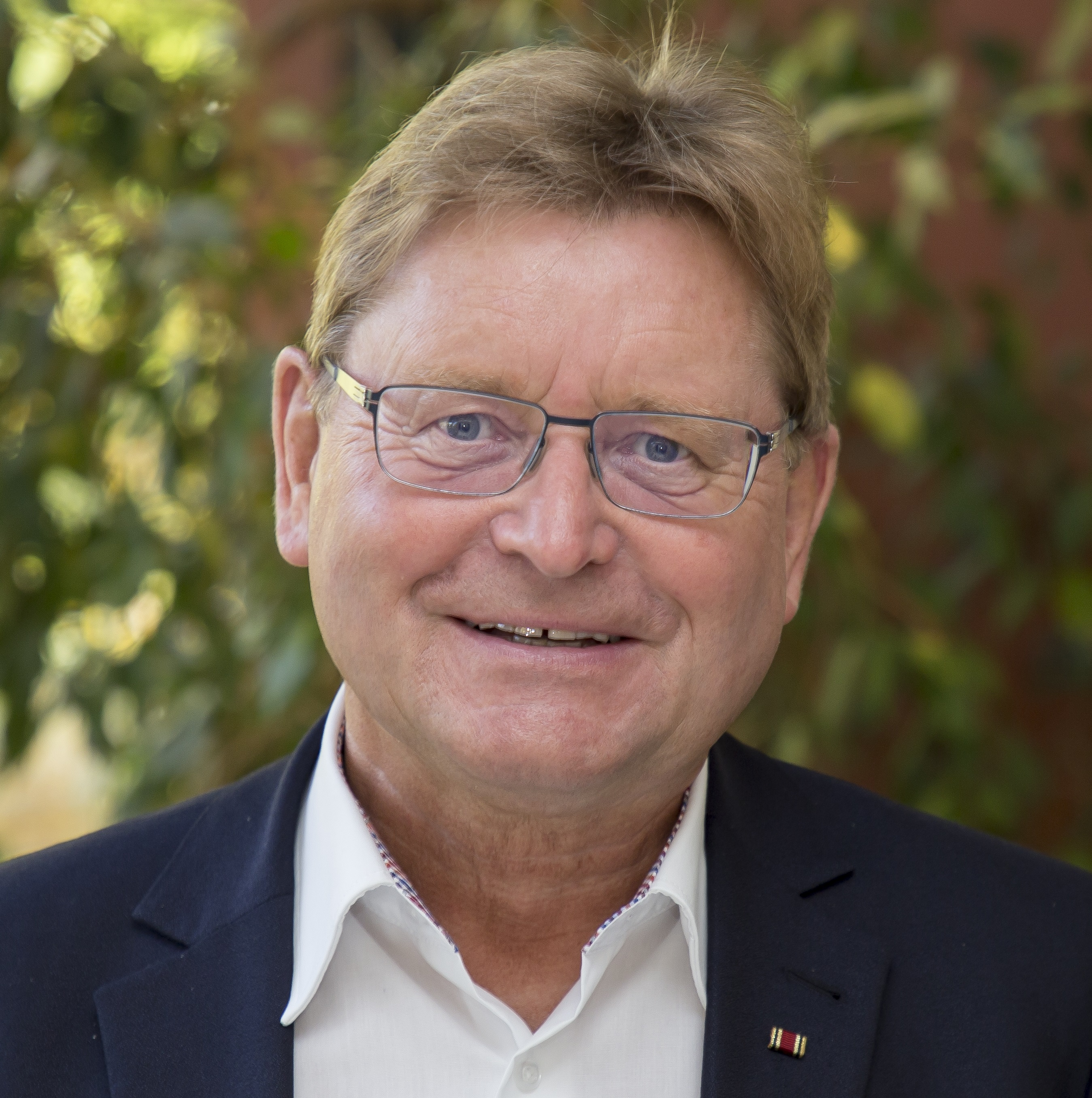
Foto: Paul Wengert (SPD-Landtagsfraktion 2017)

Paul Raphael Wengert (* 18. November 1952 in Ellwangen (Jagst)) ist ein deutscher Kommunal- und Landespolitiker (SPD). Von der Legislaturperiode 2008 bis zur Landtagswahl 2018 war er Mitglied des Bayerischen Landtags. Zuvor war er Oberbürgermeister der Stadt Augsburg und Erster Bürgermeister der Stadt Füssen.

## Werdegang
Wengert wuchs in Ellwangen auf, besuchte dort das Gymnasium und arbeitete zeitweise bei der Aalener Volkszeitung. Er ist seit 1972 Mitglied der SPD. Von 1974 bis 1979 studierte er Rechtswissenschaft, Volkswirtschaftslehre und Theologie an der Universität Würzburg. Nach seiner erfolgreichen Promotion zum Dr. iur. utr. 1982 arbeitete er zunächst als Strafrichter am Amtsgericht Augsburg und als Staatsanwalt bei der Staatsanwaltschaft Augsburg.
Ab 1984 arbeitete Wengert vermehrt an seiner politischen Karriere; zu diesem Zeitpunkt wurde er stellvertretender Vorsitzender der SPD und Gemeinderat in Horgau. Zwei Jahre später wurde er Erster Vorsitzender und ab 1987 arbeitete er als Richter am Amtsgericht Augsburg. Wengert war von 1996 bis 2008 Mitglied im Präsidium des Bayerischen Städtetages sowie von 1997 bis 2001 Vorstandsmitglied der bayerischen Landes-SPD.

## Politik

### Bürgermeister von Füssen
Von 1990 bis 2002 arbeitete Wengert als berufsmäßiger Erster Bürgermeister in Füssen.

### Oberbürgermeister von Augsburg
Im Jahre 2002 wurde Wengert Oberbürgermeister von Augsburg und blieb dies eine Amtszeit lang, bevor er Anfang 2008 nicht wiedergewählt wurde. Zu den Projekten von Wengerts „Regenbogen-Koalition“ (SPD, Grüne, FBU, FW, ödp) zählten unter anderem die Planung des Baus eines bundesligatauglichen Stadions für den FC Augsburg (impuls arena), der kreuzungsfreie Umbau der Stadtautobahn B17 und der Neubau einer Stadtbücherei sowie zahlreiche Initiativen zum bürgerschaftlichen Engagement und der Integration.
Wengert wurde für das Engagement der Stadt Augsburg nach der Tsunami-Katastrophe 2004 für den World Mayor Award 2006 nominiert und belegte am Ende den sechsten Platz. Am 16. März 2008 verlor Paul Wengert mit 44,1 % zu 55,9 % in der Stichwahl zum Augsburger Oberbürgermeister gegen den CSU-Kandidaten Kurt Gribl. Er war der erste amtierende Oberbürgermeister Augsburgs seit dem Zweiten Weltkrieg, der zur Wiederwahl antrat und nicht gewählt wurde.

### Landtagsabgeordneter
Im Vorfeld der Wahl wurde Wengert als Direktkandidat für den Stimmkreis 711 Marktoberdorf nominiert und zusätzlich auf Platz drei der SPD-Liste von Schwaben gesetzt. In seinem Stimmkreis erhielt er 14 % und war damit Drittplatzierter nach Angelika Schorer (CSU) (48,2 %) und Herbert Heissler (Freie Wähler) (15,6 %), konnte aber über die Landesliste in den Landtag einziehen. Seit der Landtagswahl 2018 ist Wengert nicht mehr im Landtag vertreten.

## Persönliches
Anfang April 2008 gab Wengert nach seiner Niederlage bei der Oberbürgermeister-Wahl bekannt, dass er mit seiner Familie Augsburg verlässt. Wengert lebt heute wieder in Füssen. Er ist verheiratet und hat zwei erwachsene Töchter.

## Ehrenamt

### Ämter
- Bayerisches Rotes Kreuz (Vizepräsident)[3] seit 2009
- Chorverband Bayerisch-Schwaben (Präsident) seit 2010
- Universität und Hochschule Augsburg (Kuratoriumsmitglied)[4]

Wengert ist einfaches Mitglied in zahlreichen Vereinen.

## Ehrungen
- 1996: Bayerische Feuerwehrehrenmedaille
- 2002: Goldener Ehrenring der Stadt Füssen
- 2008: Goldener Ehrenring der Stadt Augsburg
- 2013: Verdienstkreuz am Bande der Bundesrepublik Deutschland